# Thérèse de Radiguès
Thérèse de Radiguès de Chennevière, née à Liège le 27 juin 1865 et morte à Forest (Bruxelles), le 16 juin 1963, est une résistante qui a fait partie du réseau de renseignements La Dame Blanche pendant la Première Guerre mondiale et du réseau Clarence pendant la Seconde Guerre mondiale.

## Biographie
Thérèse Minette de Tillesse devient Thérèse de Radiguès de Chennevière en épousant l'aristocrate Henri de Radiguès, le 21 novembre 1888. Son mari et elle organisent un service d'évasion en août 1914 pour aider des soldats français. Ils utilisent leur château de Conneux comme relais pour les prisonniers français évadés. Alors que Henri de Radiguès est arrêté et retenu en Allemagne de mai 1916 à janvier 1918, Thérèse est relâchée après 15 jours de cachot. Elle est active, en tant que chef du peloton 49, au sein du réseau de renseignements de la « Dame Blanche » du Liégeois Walthère Dewé. Elle dirige 26 agents et fait partie du « conseil de réserve féminin » de l'organisation (en tant que sous-commandante),. Après la Première Guerre mondiale, Thérèse de Radiguès reçoit la croix d'officier du British Empire pour services rendus.
Lorsque la Seconde Guerre mondiale éclate, Thérèse de Radiguès a 75 ans. Elle rejoint alors le nouveau réseau mis en place par Walthère Dewé, intitulé « Clarence » et fait partie du comité de direction avec quatre autres femmes. Sa maison d'Ixelles sert d'état-major et de dépôt d'armes. Comme lors du premier conflit, Thérèse de Radiguès n'hésite pas à faire appel à son réseau familial et relationnel pour renforcer les forces de la résistance. Le 14 janvier 1944, Walthère Dewé est abattu par les Allemands à Ixelles alors qu'il se rend chez Thérèse de Radiguès. Celle-ci est arrêtée et interrogée mais, se faisant passer pour sénile devant les Allemands, elle est relâchée et mise en liberté surveillée.